# Lok (Slowakije)
Lok (Hongaars: Garamlök) is een Slowaakse gemeente in de regio Nitra, en maakt deel uit van het district Levice.
Lok telt 1.017 inwoners.
Van oudsher was de gemeente een bolwerk van de Hongaren, tegenwoordig vormen de Hongaren een minderheid maar is de gemeente nog steeds tweetalig.